# Грозната из Ужице
Грозната из Ужице, он же Грозната из Хоустника, он же Грозната из Гусиц — моравский дворянин, Высочайший бургграф Чешского королевства в 1284—1286/1288 годах, родоначальник дворянского рода панов из Тальмберка.

## Биография
Грозната состоял на службе у короля Вацлава II, за что ему были пожалованы земли к северу от реки Сазава вокруг Ужице. Здесь был построен замок Тальмберк. Замок впервые письменно упоминается под 1297 годом в связи с Вилемом из Тальмберка, племянником Грознаты.
Грозната был зятем Завиша из Фалькенштейна. У него было несколько сыновей, в том числе Гержман, Арношт, Ян и Будивой. Арношт из Тальмберка стал основателем рода Чернчицких из Кацова. После спора с пражским епископом Тобиашем из Бехине в поддержку Завиша, Грозната и его сыновья были объявлены вне закона, а большая часть их имущества была конфискована. Вилем из Тальмберка не участвовал в конфликте и избежал наказания.

## Отличительные знаки
Восковая печать Грозната из Ужице, прикрепленная к мертвой дате 24 мая 1284 года, содержит две водяные лилии рода Кауницев.